# ヤニ・ツェン
曽 雅妮（ツェン・ヤニ、ウェード式：Tseng Yani、欧米式表記：Yani Tseng、1989年1月23日 - ）は、LPGAツアーを主戦場とする台湾の女子プロゴルファー。欧米圏では姓・名の順が逆のため、欧米諸国ではヤニ・ツェンと表記される事が多い。
男女通じてメジャー選手権優勝5回した最年少選手である。2011年から2013年にかけて109週連続で世界ランキング1位を保持した。

## アマチュア時代
ツェンは2004年から2006年にかけて台湾のトップアマチュアゴルファーであった。アマチュアとしての経歴の白眉は決勝でミシェル・ウィーを1アップで下して優勝した2004年の全米女子アマパブリック選手権 (U.S. Women's Amateur Public Links) である。
- 2003年 キャロウェイゴルフ・世界ジュニアゴルフ選手権：優勝
- 2004年 キャロウェイ・世界ジュニアゴルフ選手権：2位
- 2004年 全米女子アマパブリック選手権：優勝
- 2005年 ノースアンドサウス女子アマチュアゴルフ選手権 (North and South Women's Amateur Golf Championship) ：優勝
- 2005年 全米女子アマパブリック選手権：準決勝進出
- 2005年 ノースアンドサウス女子アマチュアゴルフ選手権：2位

## プロ転向後
ツェンは2007年1月にプロに転向してレディースアジアンゴルフツアー (LAGT) にフル参戦、DLFウィメンズ・インディアン・オープン (DLF Women’s Indian Open) で優勝を飾った。またCNカナディアン女子ツアー (CN Canadian Women’s Tour) にもフル出場し、バンクーバー・ゴルフクラブにおける大会で優勝した。
2007年12月、LPGAクオリファイングトーナメント決勝で6位となり、2008年のLPGAツアーフル出場権を獲得。2008年6月、メジャー大会の一つである全米女子プロゴルフ選手権でLPGA初優勝を飾り、LPGAメジャーを制した初の台湾人プレーヤーとなった。19歳という年齢は同大会の最年少優勝記録、またメジャー大会全体でみても2007年のクラフト・ナビスコ選手権に18歳10か月で優勝したモーガン・プレッセルに次いで2番目に若い記録である。2008年にはLPGAルーキー・オブ・ザ・イヤーにも輝いている。
2009年3月29日、32試合・1年1か月13日というLPGA史上最短記録で生涯獲得賞金が200万ドルに達した。それまでの記録保持者は2006年に1年4か月15日で到達したポーラ・クリーマーであった。
2010年4月4日、シーズン最初のLPGAメジャー大会であるクラフト・ナビスコ選手権において1打差で優勝した。
2012年4月にはタイム誌より「世界に影響を与える100人」に選ばれた。
ツェンは2012年シーズン後半から突然の不調に見舞われた。2013年終了時にはLPGAマネーランキングの4位から38位に、女子世界ゴルフランキング（ロレックス・ランキング）の1位から34位にまで落ちた。2014年には調子はさらに低下した。マネーランキングは54位に終わり、世界ランキングも83位にまで落ちた。2012年3月の起亜クラシック以来、LPGAトーナメントで優勝していない。2010年から2012年の初めにかけてメジャー大会で4勝を含む7度のトップ10フィニッシュを重ねた後、13位タイを最高位としてメジャー大会の大部分で予選通過を逃すか、出場もしなかった。大きな故障など突然の不調を裏付ける報告はない。

## 私生活
ツェンは以前LPGAの偉大なプレーヤー、アニカ・ソレンスタムが所有していたフロリダ州オーランドのレイクノナ・ゴルフアンドカントリークラブ内の家を、2009年4月にソレンスタムから購入し住んでいる。

## 優勝歴

### LPGAツアー
- 2008年：全米女子プロゴルフ選手権
- 2009年：LPGAコーニングクラシック (en:LPGA Corning Classic)
- 2010年：クラフト・ナビスコ選手権；全英女子オープン、P&G NWアーカンソー選手権
- 2011年：ホンダLPGAタイランド、LPGAステートファームクラシック、全米女子プロゴルフ選手権、全英女子オープン
- 2012年：ホンダLPGAタイランド、RRドネリーLPGAファウンダーズカップ、起亜クラシック

太字はメジャー大会

### その他
- 2007年：DLFウィメンズ・インディアン・オープン (LAGT)、CNカナディアン女子ツアー: バンクーバー・ゴルフクラブ大会 (CN Canadian Women’s Tour)
- 2008年：ロイヤル・レディース・オープン (台湾LPGA)
- 2010年：台豐レディースオープン (台湾LPGA)、女子オーストラリアン・オープン (|ALPGツアー）
- 2011年：台豐レディースオープン (台湾LPGA)、ハンダ女子オーストラリアン・オープン、ANZ RACV レディースマスターズ（ALPGツアー）、蘇州太湖レディースオープン（英語版）（LAGT、LET）、LPGA台湾選手権（英語版）（台湾LPGA）
- 2014年：台豐レディースオープン (台湾LPGA)

## メジャー大会の戦績
※2018年以前は日程通りの並びではない。
| トーナメント             | 2006 | 2007 | 2008 | 2009 | 2010 | 2011 | 2012 | 2013 | 2014 | 2015 | 2016 | 2017 | 2018 | 2019 |
| ------------------------ | ---- | ---- | ---- | ---- | ---- | ---- | ---- | ---- | ---- | ---- | ---- | ---- | ---- | ---- |
| ANAインスピレーション    | DNP  | DNP  | T21  | T17  | 1    | 2    | 3    | T48  | CUT  | CUT  | CUT  | CUT  | CUT  | CUT  |
| 全米女子オープン         | CUT  | DNP  | T42  | CUT  | 10   | T15  | T50  | CUT  | T35  | CUT  | T59  | DNP  | DNP  | DNP  |
| 全米女子プロゴルフ選手権 | DNP  | DNP  | 1    | T23  | T19  | 1    | T59  | T19  | T30  | CUT  | CUT  | CUT  | CUT  | DNP  |
| エビアン選手権           |      |      |      |      |      |      |      | CUT  | CUT  | CUT  | T36  | CUT  | DNP  | DNP  |
| 全英女子オープン         | DNP  | DNP  | 2    | T20  | 1    | 1    | T26  | CUT  | CUT  | T13  | T31  | T30  | CUT  | DNP  |

注：エビアン選手権は2013年にメジャー大会となった。

DNP = 出場せず

CUT = 予選落ち

"T" = 複数の選手と順位を分け合った（タイ）

グリーン地は優勝、黄色地はトップ10入りを表している。